# Вайи-сюр-Содр
Вайи́-сюр-Содр (фр. Vailly-sur-Sauldre) — коммуна во Франции, находится в регионе Центр. Департамент — Шер. Главный город кантона Вайи-сюр-Содр. Округ коммуны — Бурж.
Код INSEE коммуны — 18269.
Коммуна расположена приблизительно в 160 км к югу от Парижа, в 75 км юго-восточнее Орлеана, в 50 км к северо-востоку от Буржа.

## Население
Население коммуны на 2008 год составляло 818 человек.
| 1962 | 1968 | 1975 | 1982 | 1990 | 1999 | 2008 |
| ---- | ---- | ---- | ---- | ---- | ---- | ---- |
| 704  | 759  | 741  | 856  | 865  | 806  | 818  |

## Экономика

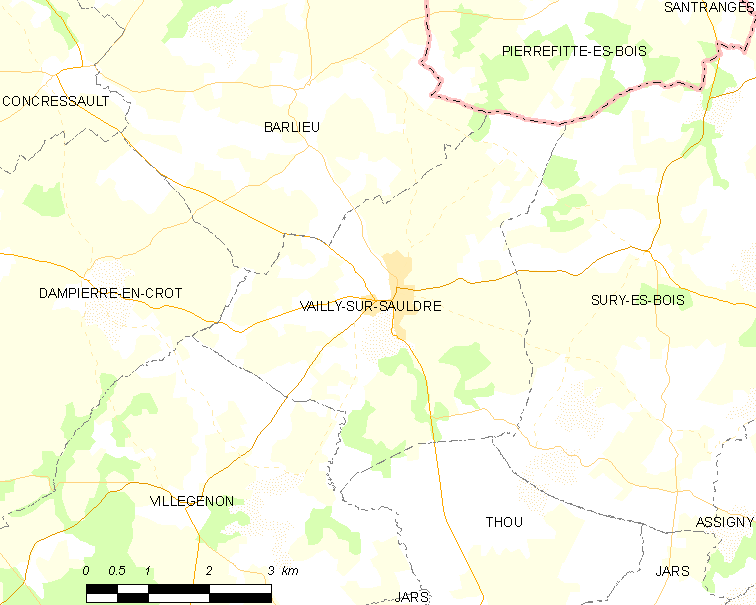
Карта коммуны

В 2007 году среди 399 человек в трудоспособном возрасте (15-64 лет) 288 были экономически активными, 111 — неактивными (показатель активности — 72,2 %, в 1999 году было 67,7 %). Из 288 активных работали 269 человек (146 мужчин и 123 женщины), безработных было 19 (8 мужчин и 11 женщин). Среди 111 неактивных 23 человека были учениками или студентами, 54 — пенсионерами, 34 были неактивными по другим причинам.

## Достопримечательности
- Приходская церковь Сен-Мартен (XII век)
  - Дарохранительница главного алтаря (XVII век), богато украшена резьбой. Исторический памятник с 1938 года[3]
- Руины замка (XIV век)